# San Lucas Atoyatenco
San Lucas Atoyatenco,(deriva del rÍo Atoyac, uno de los más grandes en el estado de Puebla y Tlaxcala) es una localidad que forma parte del municipio de San Martín Texmelucan, Puebla.
Se caracteriza principalmente por tener el tianguis más grande de Latinoamérica que genera más de 10,000 empleos, una de las principales fuentes de trabajo es la maquila de ropa, generando empleos para gente de la misma comunidad y zonas aledañas.
Al sur también se encuentra una de las carreteras más importantes del país conocida como el arco norte que se inició a finales de la década de 1990 y hoy en día es un de las más grandes rutas de México.

## Colindancias
- Norte: San Martín Texmelucan
- Este: Santa Ana Xalmimilulco
- Sur: San Baltazar Temaxcalac
- Oeste: San Baltazar Temaxcalac